# 皮夏京齊
48°46′57″N 25°59′21″E / 48.78250°N 25.98917°E
皮夏京齊（烏克蘭語：Пищатинці）是位於烏克蘭西部泰爾諾皮爾州裏喬爾特基夫區的村莊，處於尼奇拉瓦河畔，距離斯特里爾基夫齊0.5公里，面積3.47平方公里，海拔高度207米，2001年人口744。